# Adrià Araujo i Sánchez
Adrià Araujo i Sánchez   (Barcelona, 14 d'agost de 1981) és un pilot de motociclisme català que competí internacionalment entre la temporada de 1998 i la de 2001.

## Trajectòria internacional
Debutà en el Mundial de motociclisme el 1998 gràcies a una wildcard ("comodí") al Gran Premi de la Comunitat Valenciana de motociclisme, competint en la categoria 125cc amb Aprilia. El 1999 passà a pilotar un Honda i disputà les tres curses del Campionat disputades a l'estat espanyol. La temporada de 2000 aconseguí els seus primers punts al campionat, acabant trenta-tresè a la classificació general. El 2001 fou trenta-unè.

## Resultats al Mundial de motociclisme[1]
| Any   | Categoria | Moto  | Curses | Victòries | Podi | Pole | Fast lap | Punts | Posició |
| ----- | --------- | ----- | ------ | --------- | ---- | ---- | -------- | ----- | ------- |
| 1998  | 125cc     | Honda | 1      | 0         | 0    | 0    | 0        | 0     | -       |
| 1999  | 125cc     | Honda | 3      | 0         | 0    | 0    | 0        | 0     | -       |
| 2000  | 125cc     | Honda | 8      | 0         | 0    | 0    | 0        | 2     | 33è     |
| 2001  | 125cc     | Honda | 11     | 0         | 0    | 0    | 0        | 3     | 31è     |
| Total |           |       | 23     | 0         | 0    | 0    | 0        | 5     |         |